# Егорычев, Николай Иванович
Николай Иванович Егорычев (род. 1901; неизвестно — 1941; Москва, РСФСР, СССР) — русский советский военачальник. Генерал-майор (4.06.1940), комдив (4.11.1939), комбриг (17.02.1938), полковник (29.11.1935). 

## Биография
Родился в 1901 году. По национальности: русский.
В 1918 году вступил в РКП(б). С этого же года служил в Рабоче-Крестьянской Красной Армии на командных и штабных должностях. В 1935 году назначен начальником штаба стрелковой дивизии. С 1937 года являлся начальником 9-го отдела штаба Киевского военного округ. С августа 1938 года стал заместителем данного штаба этого же округа. С 14 августа 1939 года был помощником командующего войсками Киевского особого военного округа по высшим учебным заведениям.
Ушёл из жизни в 1941 году в Москве. Похоронен на Новодевичьем кладбище.
С 1940 года — начальник 6-го (паспортного) отдела Разведывательного Управления РКК С 1938 года по 1940 год входил в Ревизионную Комиссию КП(б)У.А.

## Звания и награды

### Звания
- Полковник (29.11.1939)
- Комбриг (17.02.1938)
- Комдив (4.11.1939)
- Генерал-майор (4.06.1940)

### Награды
- Орден Ленина (22.02.1938)
- Юбилейная медаль «XX лет Рабоче-Крестьянской Красной Армии» (22.02.1938)